# Локалита Карбоне
Локалита Карбоне је насеље у Италији у округу Агриђенто, региону Сицилија.
Према процени из 2011. у насељу је живело 55 становника. Насеље се налази на надморској висини од 61 м.